# Benoît Lesoimier
Benoît Lesoimier, né le 21 février 1983 à Saint-Lô dans la Manche, est un footballeur professionnel français.

## Biographie

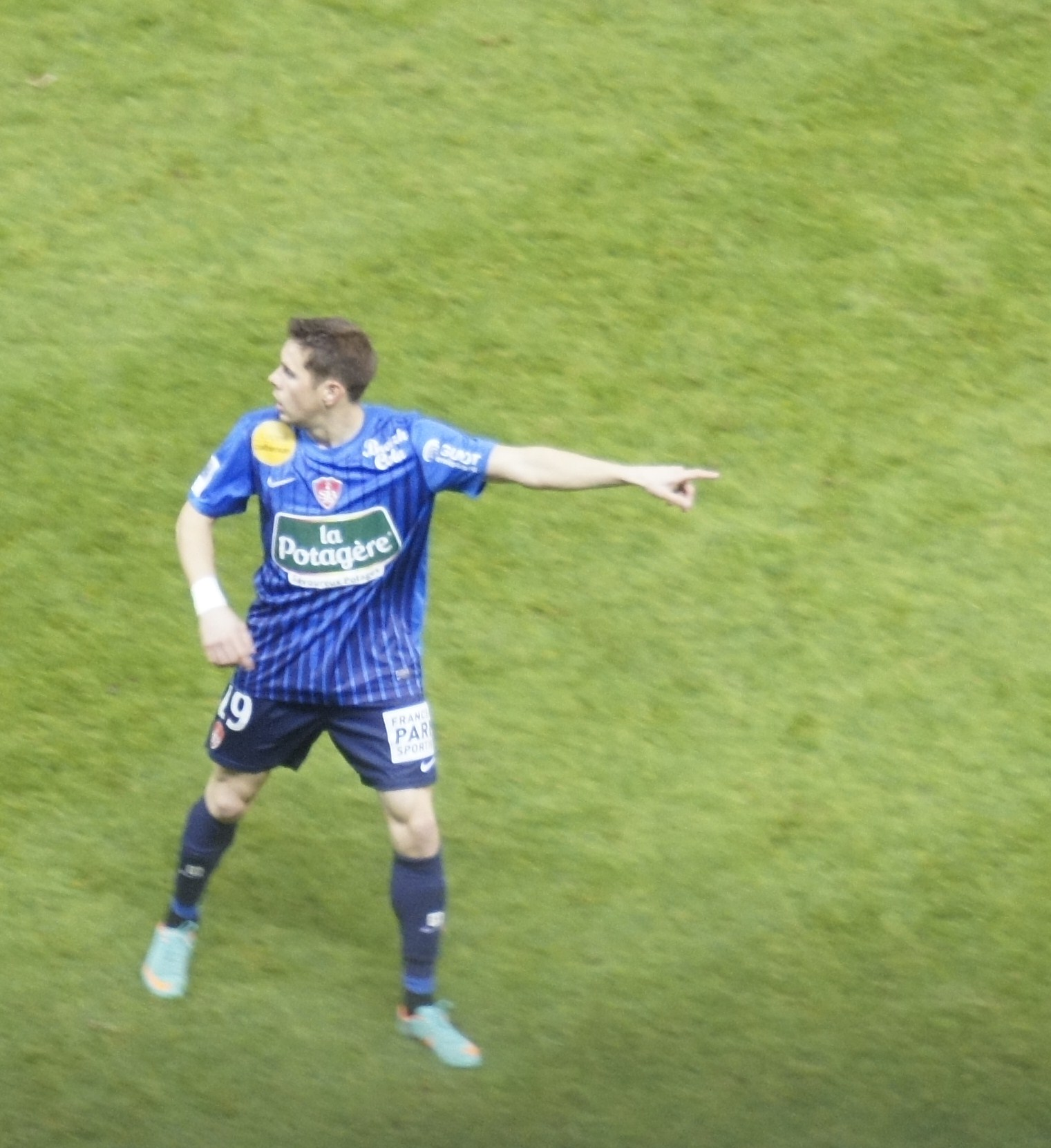
Lesoimier avec Brest en 2012.

Ce milieu de terrain technique au gabarit léger (il mesure 1,73 m pour 62 kg), droitier mais capable de jouer sur les deux ailes, est formé au SM Caen où il arrive à 12 ans et avec lequel il dispute la finale de la Coupe Gambardella 2000-2001 (avec Ronald Zubar, Jérémy Sorbon, Bruno Grougi ou encore Reynald Lemaître),. Passé professionnel en 2001, il découvre la Ligue 2 à 19 ans, sous la direction de Patrick Remy. Alors que le club vient d'accéder en Ligue 1, il se blesse gravement à la cheville lors de sa première apparition dans l'élite. Il ne prend part qu'à quatre matchs cette saison-là, dont la finale de la Coupe de la Ligue 2005. 
À la fin de la saison suivante, barré notamment par l'explosion de Yoan Gouffran et la confirmation de Reynald Lemaître, il quitte son club formateur et part avec son coéquipier Bruno Grougi à Clermont Foot, avec lequel il est champion de National en 2007. Après deux saisons pleines en Auvergne, il signe un contrat de trois ans avec l'ES Troyes AC, qui est relégué en National après seulement une saison. Il rejoint alors le Stade brestois le 29 juillet 2009. Il y retrouve son ami Bruno Grougi. L'équipe bretonne est promue en Ligue 1.
Lesoimier inscrit le premier but de sa carrière en Ligue 1 contre  Bordeaux le 23 octobre 2010,. Titulaire régulier (il joue 96 matchs de Ligue 1 en trois saisons), il contribue aux deux maintiens successifs de Brest en L1. En 2013, le club breton est cependant relégué, et en 2014 le contrat de Lesoimier n'est pas reconduit.
En 2014 il signe à l'AC Ajaccio, en Ligue 2, qui manque l'objectif d'une remontée immédiate dans l'élite. En septembre 2015, le joueur et le club s'accordent pour mettre fin à leur contrat. Au mercato d'hiver 2016, il trouve un nouveau challenge dans le championnat roumain, s'engageant pour le Petrolul Ploiesti en compagnie de Romain Inez, Fabrice Begeorgi, Ludovic Guerriero et Karim Ziani. Les salaires n'y étant pas versés, l'aventure tourne court et se traduit par une procédure judiciaire engagée devant la Fifa. 
En 2016, il arrête sa carrière professionnelle et fait son retour en Normandie. Il reprend une licence de footballeur amateur au CS Carentan, le club de son enfance. 

## Palmarès
- Finaliste de Coupe Gambardella en 2001 avec le SM Caen
- Finaliste de la Coupe de la Ligue en 2005 avec le SM Caen
- Champion de National en 2007 avec le Clermont Foot
- Vice-champion de Ligue 2 en 2010 avec le Stade brestois

## Statistiques
| Saison                | Club                  | Championnat           | Championnat | Championnat | Coupe nationale | Coupe nationale | Coupe de la Ligue | Coupe de la Ligue | Total | Total |
| Saison                | Club                  | Division              | M.          | B.          | M.              | B.              | M.                | B.                | M.    | B.    |
| 2002-2003             | SM Caen               | Ligue 2               | 15          | 1           | 1               | 0               | -                 | -                 | 16    | 1     |
| 2003-2004             | SM Caen               | Ligue 2               | 10          | 0           | -               | -               | 1                 | 0                 | 11    | 0     |
| 2004-2005             | SM Caen               | Ligue 1               | 3           | 0           | -               | -               | 1                 | 0                 | 4     | 0     |
| 2005-2006             | SM Caen               | Ligue 2               | 11          | 0           | 1               | 1               | -                 | -                 | 12    | 1     |
| 2006-2007             | Clermont Foot         | National              | 30          | 10          | 6               | 2               | 2                 | 1                 | 38    | 13    |
| 2007-2008             | Clermont Foot         | Ligue 2               | 34          | 7           | 1               | 1               | -                 | -                 | 35    | 8     |
| 2008-2009             | ES Troyes AC          | Ligue 2               | 32          | 3           | 4               | 0               | 1                 | 1                 | 37    | 4     |
| 2009-2010             | Stade brestois        | Ligue 2               | 26          | 5           | 1               | 0               | -                 | -                 | 27    | 5     |
| 2010-2011             | Stade brestois        | Ligue 1               | 33          | 2           | -               | -               | -                 | -                 | 33    | 2     |
| 2011-2012             | Stade brestois        | Ligue 1               | 36          | 3           | 1               | 0               | 1                 | 0                 | 38    | 3     |
| 2012-2013             | Stade brestois        | Ligue 1               | 27          | 2           | 1               | 0               | 1                 | 0                 | 29    | 2     |
| 2013-2014             | Stade brestois        | Ligue 2               | 23          | 1           | 2               | 1               | 1                 | 0                 | 26    | 2     |
| 2014-2015             | AC Ajaccio            | Ligue 2               | 25          | 1           | 3               | 0               | 2                 | 0                 | 30    | 1     |
| 2015                  | AC Ajaccio            | Ligue 2               | 1           | 0           | 0               | 0               | 1                 | 0                 | 2     | 0     |
| 2016                  | FC Petrolul Ploiești  | Liga I                | 0           | 0           | 0               | 0               | -                 | -                 | 0     | 0     |
| Total sur la carrière | Total sur la carrière | Total sur la carrière | 307         | 34          | 23              | 5               | 11                | 2                 | 341   | 41    |